# Vito Rallo

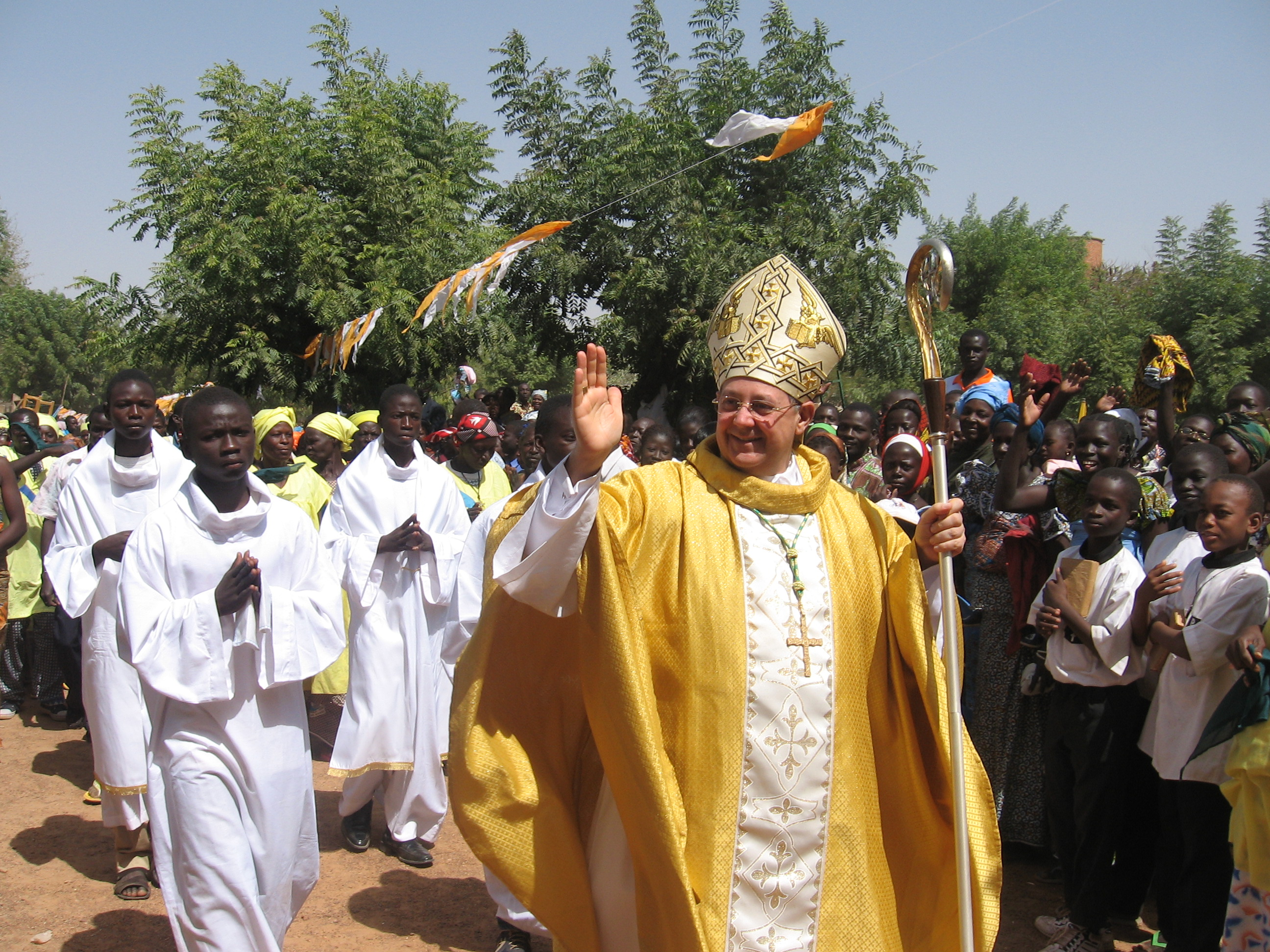
Vito Rallo 2012

Wappen von Vito Rallo

Vito Rallo (* 30. Mai 1953 in Mazara del Vallo, Provinz Trapani) ist ein italienischer römisch-katholischer Erzbischof und emeritierter Diplomat des Heiligen Stuhls.

## Leben
Vito Rallo studierte Philosophie und Moraltheologie in Rom und empfing am 1. April 1979 durch den Bischof von Mazara del Vallo, Costantino Trapani OFM, das Sakrament der Priesterweihe. Er wurde an der Päpstlichen Lateranuniversität mit der Dissertationsschrift Il patrimonio ecclesiastico, con particolare riferimento alla Diocesi di Mazara del Vallo (1093–1860) („Das kirchliche Erbe, insbesondere in Bezug auf die Diözese von Mazara del Vallo (1093–1860)“) zum Doktor beider Rechte promoviert.
Am 20. Februar 1988 trat Vito Rallo in den diplomatischen Dienst des Heiligen Stuhls ein. Papst Johannes Paul II. verlieh ihm am 15. Juni 1989 den Ehrentitel Kaplan Seiner Heiligkeit (Monsignore). Er war in den Apostolischen Nuntiaturen in Südkorea, im Senegal, in Mexiko, Kanada, im Libanon und in Spanien tätig. Papst Johannes Paul II. bestellte ihn am 28. Januar 2004 zum Ständigen Beobachter beim Europarat in Straßburg.
Am 12. Juni 2007 ernannte ihn Papst Benedikt XVI. zum Titularerzbischof von Alba und bestellte ihn zum Apostolischen Nuntius in Burkina Faso und im Niger. Die Bischofsweihe spendete ihm Kardinalstaatssekretär Tarcisio Bertone SDB am 28. Oktober 2007; Mitkonsekratoren waren der Bischof von Mazara del Vallo, Domenico Mogavero, und der Erzbischof von Koupéla, Séraphin François Rouamba.
Papst Franziskus ernannte ihn am 12. Dezember 2015 zum Apostolischen Nuntius in Marokko.
Am 30. Juni 2023 nahm Papst Franziskus das vorzeitig von Vito Rallo vorgebrachte Rücktrittsgesuch an.